# Ideo (figlio di Paride)
Ideo (in greco antico: Ἰδαῖος?, Idâios) è un personaggio della mitologia greca, figlio di Paride ed Elena di Troia. 

## Mitologia
Ideo è uno dei figli nati da Paride ed Elena prima dell'inizio della guerra di Troia. Gli altri due si chiamavano Agano e Bugono, e a loro va aggiunta una figlia chiamata Elena, omonima della madre.
I tre maschi morirono tutti quando erano ancora bambini per il crollo del tetto della casa dove dormivano durante la guerra di Troia, mentre Elena fu uccisa dalla nonna Ecuba per vendetta contro la madre quando Troia cadde. 